# Nephargynnis comstocki
Nephargynnis comstocki är en fjärilsart som beskrevs av Thomas Joseph Witt 1972. Nephargynnis comstocki ingår i släktet Nephargynnis och familjen praktfjärilar. Inga underarter finns listade i Catalogue of Life.